# COGAS

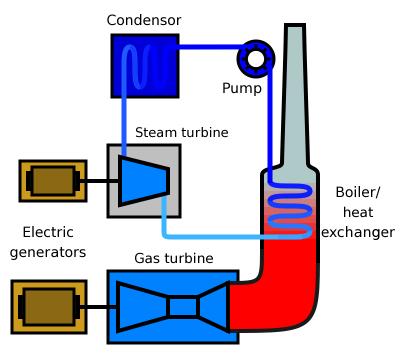
Schema del sistema di propulsione COGES

Il sistema COGAS (in inglese combined gas and steam, "gas e vapore combinati") è un  sistema di propulsione navale che usa una combinazione di turbine a gas e turbine a vapore.
Nell'impianto COGAS, il motore principale (più potente) è la turbina a gas e la turbina a vapore è il secondario. I gas di scarico del motore principale sono inviati in una caldaia a recupero in cui avviene lo scambio di calore con l'acqua-vapore che muoverà la relativa turbina. Nell'impianto combinato COGAS il ciclo termodinamico sovrapposto (gas) produce potenza e cede il suo calore di scarto ad un secondo ciclo sottoposto, collegato ad esso termodinamicamente (vapore).
La propulsione elettrica in cui la generazione è effettuata con turbine a gas e a vapore di recupero in ciclo combinato è chiamata COGES (in inglese combined gas–electric and steam).